# Tabularium Artis Asturiensis
El Tabularium Artis Asturiensis és un museu privat creat el 1947 pel cronista oficial d'Astúries, Joaquín Manzanares Rodríguez, per a l'estudi de l'Art i l'Arqueologia a Astúries. El seu nom es tradueix del llatí com "Arxiu d'Art Asturià". Ha estat insistentment objecte de polèmica, perquè hom considera que la major part de la seua col·lecció és fruit del saqueig d'edificis històrics de titularitat estatal i eclesiàstica mal atesos durant el franquisme. El 23 de juliol de 1998, el Ministeri de Cultura li va concedir l'ingrés en l'Orde Civil d'Alfons X el Savi, en la categoria de Placa d'honor.

## Fons museístic
El fons del museu està compost per unes cinc-centes peces que cobreixen el període comprès entre el Paleolític asturià i el Barroc, com també setanta mil documents reunits pel seu fundador:
- Làpida preromànica trobada a la falda del Monsacro el 1800.
- Patena i pitxeret visigots trobats a Llindes, Quirós.
- Peces pertanyents a l'entorn del Paisatge Protegit del Cap de Peñas.
- Portada de l'antiga parròquia de Sant Joan (Astúries) en l'actual carrer Schultz, de començaments del segle xii.
- Talla de la Verge del segle xvi.
- Cap de fusta d'un Crist, rescatat de la runa d'un edifici en l'entorn de la Catedral de San Salvador d'Oviedo.
- 10.000 diapositives sobre Astúries.